# Virginia Patton
Virginia Ann Marie Patton Moss (25 de junio de 1925 – 18 de agosto de 2022) fue una actriz estadounidense.  Tras aparecer en varias películas a principios de la década de 1940, fue elegida para interpretar su papel más conocido, el de Ruth Dakin Bailey, en la película de Frank Capra It's a Wonderful Life (1946). En 1949, Patton se retiró del mundo del cine, y su última película fue The Lucky Stiff (1949).

## Primeros años
Virginia Patton nació en Cleveland, Ohio, el 25 de junio de 1925, hija de Marie (de soltera Cain) y Donald Patton.
Se crio en la ciudad natal de su padre, Portland, Oregón, adonde se mudó su familia cuando ella era aún un bebé.
Era sobrina nieta del general George Smith Patton Jr..
Patton se graduó en el Jefferson High School de Portland y luego se mudó a Los Ángeles, California, donde asistió a la Universidad del Sur de California.

## Carrera

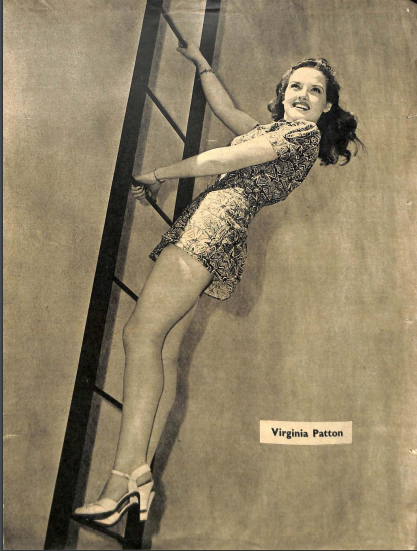
Foto pin-up de Patton para Yank, the Army Weekly in 1943

Mientras estudiaba en la USC, Patton comenzó a hacer audiciones para papeles de actriz. Colaboró en obras de teatro con el guionista William C. DeMille mientras estaba en la universidad. Tuvo varios papeles secundarios en películas antes de ser elegida para interpretar a Ruth Dakin Bailey, la esposa del hermano menor de George Bailey, Harry, en la película de Capra It's a Wonderful Life (1946).
Aunque Capra no conocía personalmente a Patton, ella le leyó el papel y él la contrató. Patton dijo más tarde que era la única chica que el famoso director había contratado en toda su carrera. Patton seguía concediendo entrevistas sobre It's a Wonderful Life y fue la última superviviente de los actores adultos que aparecieron en los créditos de la película (varios de los actores infantiles siguen vivos).
Patton solo hizo cuatro películas después de It's a Wonderful Life, incluyendo su primer papel protagonista en la película western de serie B Black Eagle (1948). Apareció en el drama The Burning Cross (1946), una película sobre un veterano de la Segunda Guerra Mundial que se ve envuelto en el Ku Klux Klan al regresar a su ciudad natal.

## Vida personal
Patton estuvo casada con Cruse W. Moss desde 1949 hasta su muerte en 2018. A finales de la década de 1940, abandonó la actuación para dedicarse a criar a su familia junto a su marido en Ann Arbor, Míchigan. Más tarde, asistió a la Universidad de Míchigan.
Patton falleció el 18 de agosto de 2022, a los 97 años. Fue la última miembro adulta del reparto de It's a Wonderful Life que seguía con vida.

## Filmografía
| Año  | Título                     | Papel                              | Notas         |
| ---- | -------------------------- | ---------------------------------- | ------------- |
| 1943 | Thank Your Lucky Stars     | Chica en el número de Ann Sheridan | sin acreditar |
| 1943 | Old Acquaintance           | Chica universitaria                | sin acreditar |
| 1944 | Roaring Guns               | Karen Ferris                       | cortometraje  |
| 1944 | Grandfather's Follies      |                                    | cortometraje  |
| 1944 | Janie                      | Carrie Lou                         |               |
| 1944 | The Last Ride              | Hazel Dale                         | sin acreditar |
| 1944 | Hollywood Canteen          | Azafata junior                     | sin acreditar |
| 1945 | The Horn Blows at Midnight | Chica en la fiesta                 | sin acreditar |
| 1946 | Canyon Passage             | Liza Stone / Bartlett              | sin acreditar |
| 1946 | Nobody Lives Forever       | Operadora de centralita            | sin acreditar |
| 1946 | It's a Wonderful Life      | Ruth Dakin Bailey                  |               |
| 1947 | The Burning Cross          | Doris Green                        |               |
| 1947 | A Double Life              | Actriz en el escenario en Othello  |               |
| 1948 | Black Eagle                | Ginny Long                         |               |
| 1949 | The Lucky Stiff            | Millie Dale                        |               |

### Citaciones
1. ↑  'It's a Wonderful Life' Actress Recalls Classic Film Role in Visit to Plymouth
2. ↑  «St. Nicholas Institute: 2013 Award Winners». St. Nicholas Institute. Archivado desde el original el 19 de abril de 2015. Consultado el 1 de julio de 2016.
3. ↑  «Virginia Ann Patton (b. 1925)». Ohio Birth Index, 1908–2011. Record count: 13,254,340. Consultado el 1 de julio de 2016.
4. ↑  «Virginia A Patton in entry for Donn M Patton, 1930; United States Census, 1930». Family Search. Consultado el 1 de julio de 2016.
5. ↑  Morrison, Laura (22 de agosto de 2022). «Last Surviving Adult actor from 'It's a Wonderful Life', Virginia Patton Moss, Dies at 97». KOIN. Archivado desde el original el 16 de marzo de 2023.
6. ↑  Haring, Bruce (21 de agosto de 2022). «Virginia Patton Dies: Last ‘It’s A Wonderful Life’ Adult Cast Member Was 97». Deadline Hollywood. Archivado desde el original el 16 de marzo de 2023.
7. ↑  Reuter, Anne (12 de octubre de 1997). «A gem gets its chance to Shine». The Ann Arbor News. p. F3.
8. 1 2  McKay, John (9 de diciembre de 2012). «'It's a Wonderful Life' Actress Recalls Classic Film Role in Visit to Plymouth». Patch. Plymouth, Michigan. Archivado desde el original el 16 de marzo de 2023.
9. ↑  Tobin, James (16 de diciembre de 2022). «It was a wonderful life». Michigan Today. University of Michigan. Consultado el 10 de abril de 2023.
10. 1 2 3  Pronechen, Joseph (26 de diciembre de 2013). «'It's a Wonderful Life' Actress Tells How Wonderful the Film Was and Is». National Catholic Register. Consultado el 1 de julio de 2016.
11. ↑  Berry y Berry, 2007, p. 48.
12. ↑  Murphy, J. Kim. «Virginia Patton Moss, Last Surviving Adult Cast Member of 'It's a Wonderful Life,' Dies at 97». Variety. Archivado desde el original el 21 de agosto de 2022. Consultado el 21 de agosto de 2022.
13. ↑  «Virginia Patton, Actress in 'It's a Wonderful Life,' Dies at 97». The Hollywood Reporter. 21 de agosto de 2022.